# 빌헬름 바켄로더

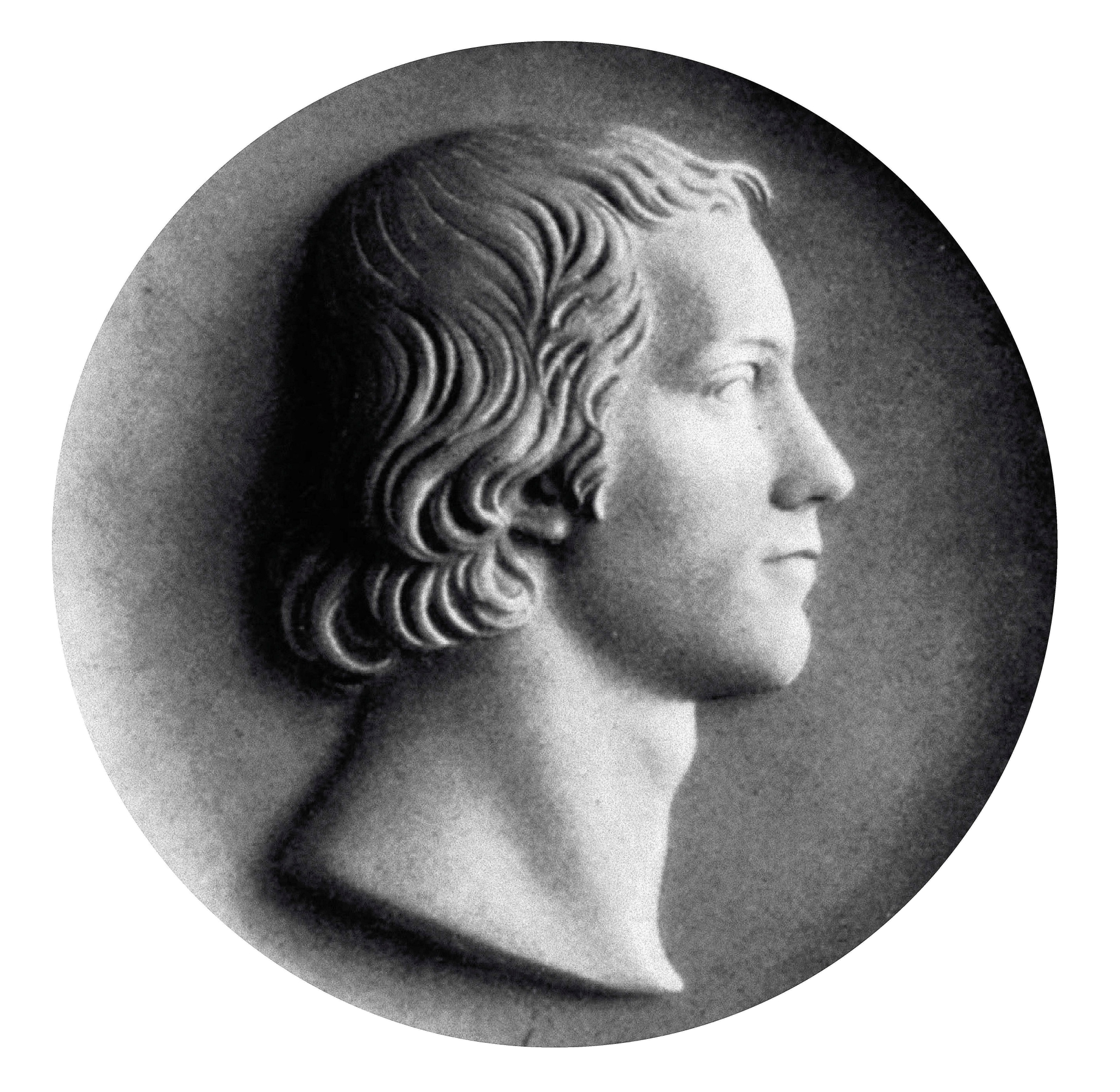

빌헬름 바켄로더(Wilhelm Heinrich Wackenroder, 1773년 7월 13일 ~ 1798년 2월 13일)는 독일의 소설가이다.
바켄로더의 아버지는 규칙을 강조하는 계몽주의 시대의 대표적인 송가(頌歌) 시인이었던 람러(Karl Wilhelm Ramler, 1725∼1798)와 친했는데, 아들인 바켄로더는 그로부터 문학의 기본 개념들을 느낄 수는 있었지만 점차 그로부터 회의적으로 생각하는 것을 배우게 되었다. 아들의 예술적 성향이 낯설었던 아버지는 그에게 철저하고도 광범위한 교육을 받도록 했다. 이와 함께 성악과 바이올린 그리고 작곡을 공부하는 데도 동의했다. 그러나 이것을 직업으로 하지 않는다는 전제에서였다. 아버지는 그가 법률가가 되기를 바랐다. 아들을 엄하게 교육해서 그가 인문계 고등학교를 졸업했을 때 대학을 다니지 못하게 하고 베를린에서 1년간 배석 판사한테서 교육받게 했다.
학생시절부터 독일 중세미술에 열중하였다. 특히 뉘른베르크에 남아 있는 뒤러 예술의 진수에 접하여, 그의 대표적 저작 <예술을 사랑하는 한 수도승의 심정의 토로>(1797)가 탄생하였다. 이 책은 생기 발랄한 정열로써 예술과 신앙이 일치되어 있던 중세를 추상하는 것이다. 친우 루트비히 티크를 비롯하여 초기낭만주의의 생명관·예술관에 큰 영향을 주었다.

## 같이 보기
- 루트비히 티크